# Fritz L’Allemand

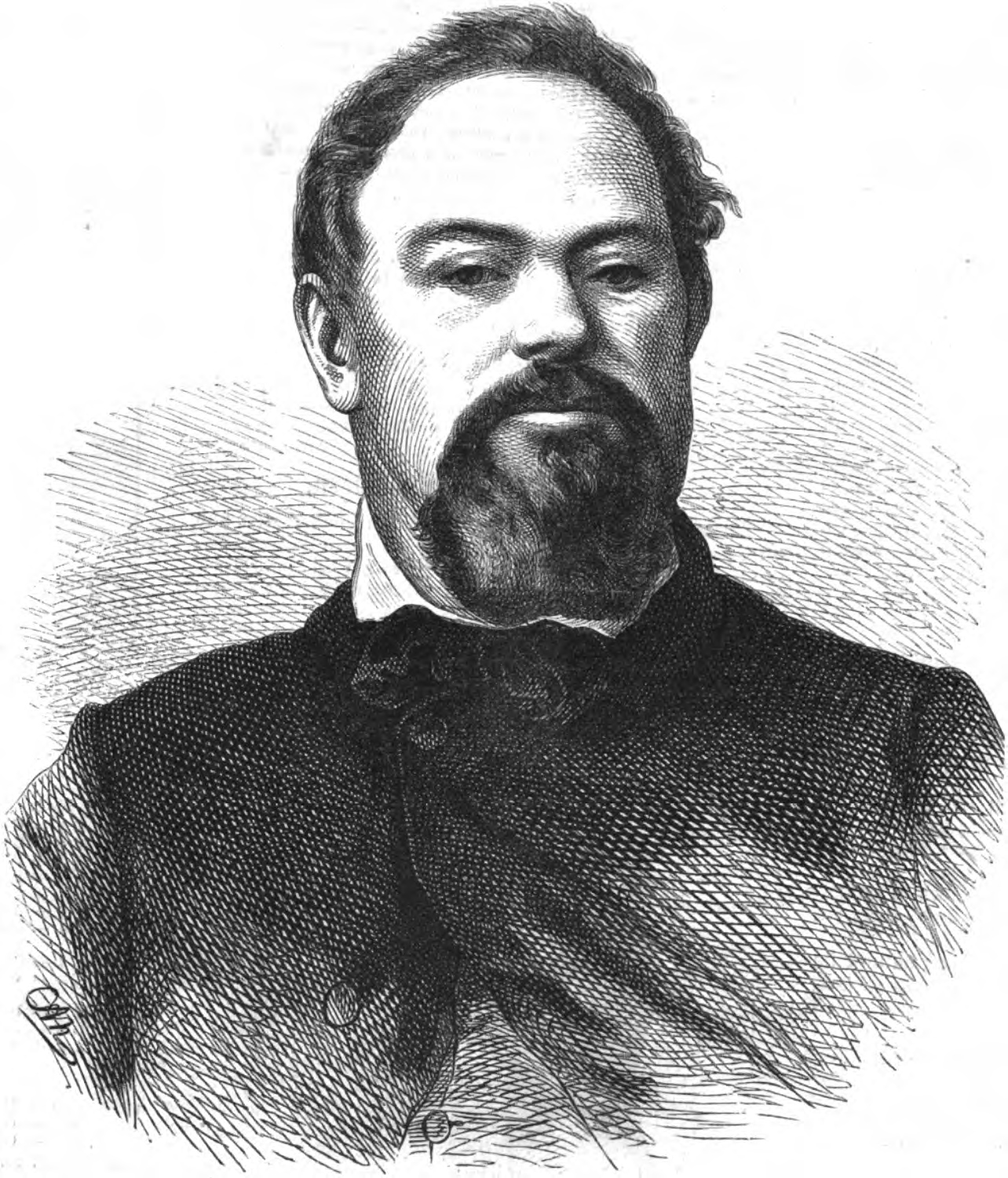
Fritz L’Allemand. Grafik von Adolf Neumann

Fritz L’Allemand (* 24. Mai 1812 in Hanau; † 20. September 1866 in Wien) war ein österreichischer Historienmaler.

## Herkunft
Er entstammt einer Künstlerfamilie. Schon sein Großvater Konrad Marcus Christian L’Allemand war Graveur wie auch sein Vater. Seine Eltern waren Siegmund Wilhelm Christoph L’Allemand (1774–1856) und dessen Ehefrau Klara Anna Maria Gesser (1788–1855). Sein Bruder Konrad (1809–1880) war Medailleur in Frankfurt am Main und Hannover, sein anderer Bruder Thaddäus (1810–1872) war ebenfalls Graveur in Wien.

## Leben

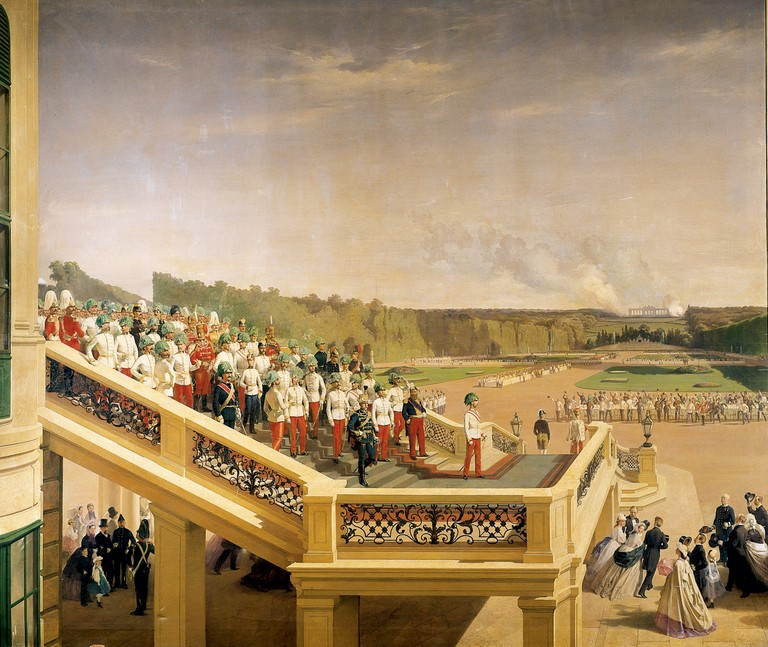
Kaiser Franz Joseph auf der Gartenstiege anlässlich der 100-Jahrfeier der Stiftung des Militär-Maria-Theresia-Ordens (1857)

Fritz übersiedelte mit diesen Eltern 1826 nach Wien, wo er zur Schule ging. Ab 1827 studierte er an der Wiener Akademie unter Josef Klieber und Joseph von Führich. Gefördert wurde er auch von Johann Peter Krafft. 1835 trat er erstmals als Künstler öffentlich in Erscheinung, bis 1838 malte er im Atelier von Friedrich Schilcher.
Von der Porträt- und Genremalerei wandte er sich in weiterer Folge teilweise historisierenden Kriegsdarstellungen zu. Motive dazu fand er aus den österreichischen Feldzügen in den Koalitionskriegen von 1809, der Revolution von 1849 in Oberitalien und im Deutsch-Dänischen Krieg von 1864. Weiters war er als Illustrator für militärische Kostümwerke tätig. Er verstand es, bei aller Naturtreue den Stoff künstlerisch aufzufassen und geschickt zu gestalten. Seine Schlachtenbilder fanden in dem damaligen Kaiser Franz Joseph I. einen besonderen Gönner.
Sein Neffe Siegmund L’Allemand (1840–1910) war ebenfalls ein bekannter Maler, dem er in dessen Jugendzeit Unterricht erteilte. Ab 1848 war er als akademischer Rat Mitglied der Wiener Akademie, ab 1861 Mitglied des Wiener Künstlerhauses. Fritz L’Allemand starb am 20. September 1866 in Wien und wurde auf dem Matzleinsdorfer evangelischen Friedhof bestattet.
Einige seiner Werke befinden sich heute im Wiener Heeresgeschichtlichen Museum.

## Familie
Er heiratete 1849 in Wien Maria Anna Brunner (1827–1901) Tochter des Johann Adam Brunner  und der Therese Wies. Das Paar hatte zwei Söhne die beide jung starben.

## Werke (Auswahl)
- Szene aus dem Feldlager bei Cavalcaselle, 1854, Öl auf Leinwand, Heeresgeschichtliches Museum Wien.
- Parade österreichischer Truppen vor Mailand, vor der Revolution von 1848, Öl auf Leinwand, Heeresgeschichtliches Museum Wien.
- Szene aus dem Gefecht am Mincio, 1853, Öl auf Leinwand, Heeresgeschichtliches Museum Wien.
- Das Gefecht bei Oeversee am 6. Februar 1864, 1866, Öl auf Leinwand, Heeresgeschichtliches Museum Wien.
- Kaiser Franz Joseph I. auf der Gartenstiege des Schlosses Schönbrunn anlässlich der 100-Jahr-Feier des Maria-Theresien-Ordens, Öl auf Leinwand, Schloss Schönbrunn, Billardzimmer[3]
- Festbankett in der Großen Galerie Schlosses Schönbrunn anlässlich der 100-Jahr-Feier des Maria-Theresien-Ordens, Öl auf Leinwand, Schloss Schönbrunn, Billardzimmer[4]